# کرونا (مراکش)
کرونا (به فرانسوی: Kerouna) یک شهرک در مراکش است که در استان دریوش واقع شده‌است. کرونا ۲٬۱۸۸ نفر جمعیت دارد.